# Piotr Pamuła
Piotr Pamuła (Stalowa Wola, 19 gennaio 1990) è un cestista polacco.
Alto 194 cm, gioca come guardia.

## Carriera
Con la Polonia ha disputato i Campionati europei del 2011.